# João Maldonado Centeno
João Carlos Maldonado Antunes Centeno (Tavira, 1914 - Lagos, 3 de Fevereiro de 1991), foi um advogado e empresário português.

## Biografia
Nasceu na freguesia de Santa Maria, no concelho de Tavira, filho de João Eduardo Franco Antunes Centeno e de Rosa Emília Maldonado Antunes Centeno.
Além de praticar a advocacia, também foi chefe de secretaria na Câmara Municipal de Lagos. Defensor das artes, criou o grupo Pró Arte, que realizou vários concertos em Lagos.
Enquanto presidente da Assembleia Geral do Clube de Futebol Esperança de Lagos, conseguiu resolver os vários problemas de ordem financeira do clube.

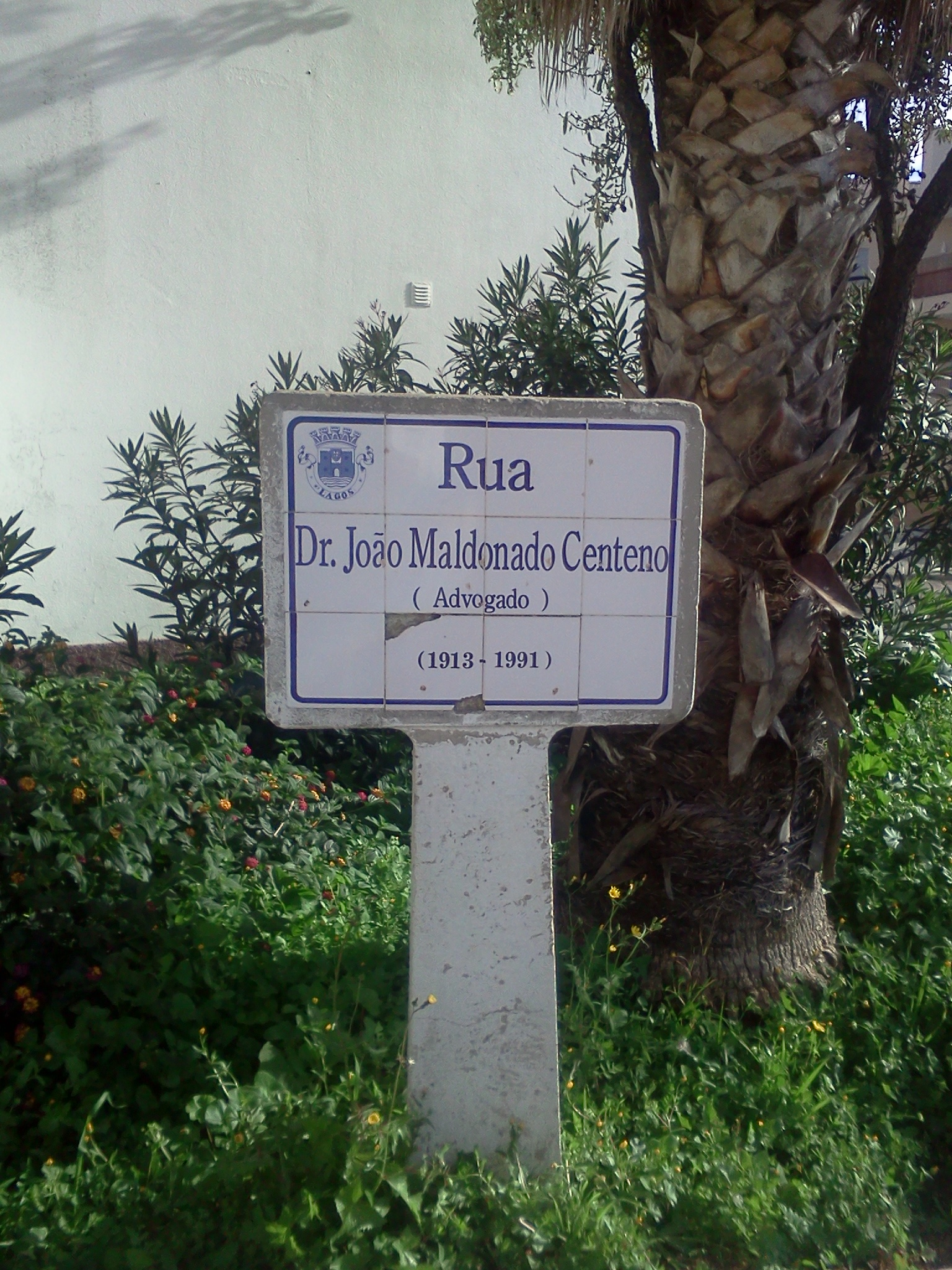
Placa toponímica da Rua Dr. João Maldonado Centeno, em Lagos.

## Homenagens
A Câmara Municipal de Lagos colocou o nome de Dr. João Maldonado Centeno nome numa rua do concelho.